# 撕裂边龙胆
撕裂边龙胆（学名：Gentiana lacerulata）是龙胆科龙胆属的植物。分布在印度、尼泊尔、锡金、不丹以及中国大陆的西藏等地，生长于海拔4,200米至4,500米的地区，多生在高山草甸。